# Botkyrka distrikt
Botkyrka distrikt är ett distrikt i Botkyrka kommun och Stockholms län. 
Distriktet ligger omkring Botkyrka kyrka. 

## Tidigare administrativ tillhörighet
Distriktet inrättades 2016 och utgörs av en del av Botkyrka socken i Botkyrka kommun.
Området motsvarar den omfattning Botkyrka församling hade 1999/2000 efter att Tullinge församling brutits ut 1992.